# Rossie Harris
Rossie Harris (* 13. März 1969 in Ventura, Kalifornien) ist ein US-amerikanischer Schauspieler und Musiker.

## Leben
Harris debütierte als Kind an der Seite von James Caan und Geneviève Bujold im Western Ein anderer Mann, eine andere Frau von Claude Lelouch aus dem Jahr 1977. Im Fernsehdrama Amber Waves (1980) trat er an der Seite von Dennis Weaver, Kurt Russell und Mare Winningham in einer größeren Rolle auf. Für diese Rolle sowie jene in der Komödie Die unglaubliche Reise in einem verrückten Flugzeug aus dem gleichen Jahr wurde er 1981 zweimal für den Young Artist Award nominiert. Sein Gastspiel in einer Folge der Fernsehserie Hart aber herzlich aus dem Jahr 1982 brachte ihm 1983 die dritte Nominierung für den Young Artist Award. Im Filmdrama Das letzte Testament (1983) spielte er einen Sohn von Carol Wetherly (Jane Alexander), die nach einem Nuklearkrieg alleine für drei Kinder sorgt. Für diese Rolle wurde Harris 1985 erneut für den Young Artist Award nominiert. Die fünfte Nominierung für den gleichen Preis erhielt er 1989 für seine Rolle in der Sendung CBS Schoolbreak Special: Home Sweet Homeless (1988).
Im für das Fernsehen produzierten Familienfilm Die Jugend des Magiers (1987) spielte Harris eine der größeren Rollen. Nach der Rolle im Filmdrama Kill the Moonlight (1994) folgte eine mehrjährige Pause, nach der er erst 2001 in der Musikkomödie Southlander: Diary of a Desperate Musician in einer der Hauptrollen auftrat. Für diesen Film schrieb er das Drehbuch mit.
Mitte der 1990er Jahre wurde Harris Mitglied der Musikgruppe Sukia, mit der er einige Alben veröffentlichte. Im Jahr 2000 gründete er zusätzlich die Gruppe DJ Me DJ You, die elektronische Musik spielt.

## Filmografie (Auswahl)
- 1977: Ein anderer Mann, eine andere Frau (Un autre homme, une autre chance)
- 1977: Christmas Miracle in Caufield, U.S.A.
- 1980: Amber Waves
- 1980: Die unglaubliche Reise in einem verrückten Flugzeug (Airplane!)
- 1981: Unsere kleine Farm (Fernsehserie, 1 Folge)
- 1982: Unter den Augen der Justiz (In the Custody of Strangers)
- 1982: Hart aber herzlich (Hart to Hart, Fernsehserie, Folge: Kartenspiele)
- 1983: Das letzte Testament (Testament)
- 1983: Two Kinds of Love
- 1984: Love Boat (Episode 169 – Ein Fisch auf dem Trockenen)
- 1986: Penalty Phase – Tage der Entscheidung (The Penalty Phase)
- 1986: Die Zukunft hat Geburtstag – 100 Jahre Automobil
- 1987: S.A.M. – Reise durch die Zeit (Top Kids)
- 1987: Die Jugend des Magiers (Young Harry Houdini)
- 1988: Homesick (Kurzfilm)
- 1990: Der Typ mit dem irren Blick II (Zapped Again!)
- 1994: Kill the Moonlight
- 2001: Southlander: Diary of a Desperate Musician